# Карвонен, Мартти
Ма́ртти Йоханнес Ка́рвонен (фин. Martti Johannes Karvonen; 24 июня 1918, Нурмес, Куопио — 10 марта 2009) — финский военный врач, физиолог, один из основоположников эпидемиологии сердечно-сосудистых заболеваний и профилактики в Финляндии и на международном уровне. Его имя носит метод определения границ частоты сердцебиений.

## Биография
Мартти Карвонен родился в 24 июня 1918 года в Нурмесе у священника Илмари Карвонена и Иды Марии Лакка. Он был единственным ребёнком в семье.
В мае 1922 года Илмари Карвонен был переведён в приход кафедрального собора Выборга, где стал капелланом. Всё детство и юность Мартии жил в Выборге, так что неудивительно, что на протяжении всей жизни он считал себе выборжцем. Семья проживала в доме № 5 на Маунункату (фин. Maununkatu, ныне ул. Димитрова).
В 1937 году Мартти окончил Выборгский Финский лицей и поступил в Хельсинкский университет.
Когда 30 ноября 1939 года началась Зимняя война, 21-лений Карвонен оказался в составе отряда самообороны Хельсинки в качестве военного врача. В 1940 году он стал кандидатом медицинских наук. 4 января 1941 года поступил на военную службу.
В 1941 году, будучи студентом, Мартти женился на Анники Тойкка, с которой познакомился в Студенческом союзе трезвости (фин. Ylioppilaiden Raittiusyhdistys).
Завершить образование удалось уже после окончания войны. 6 ноября 1945 года Мартти Карвонен окончил университет, получив диплом военного врача. Там же, в Хельсинкском университете, на кафедре физиологии он начал свою академическую карьеру. Будучи ассистентом, он изучал клиническую физиологию.
С 1945 по 1947 Карвонен работал в Кембриджском университете как учёный Британского совета. Там же в 1950 году он защитил диссертацию и получил учёную степень кандидата наук (PhD degree). Его исследование было прежде всего направлено на физиологию работы и спорта. В 1950 году Карвонен вернулся в Хельсинки, где возглавил департамент физиологии в Институте охраны труда (фин. Työterveyslaitos).
В 1950-х семья построила собственный дом в Пакила (ныне район Хельсинки).
С 1956 по 1966 — главный физиолог военно-воздушных сил Финляндии.
С 1970 по 1974 — директор Института охраны труда.
С 1974 по 1978 — главный физиолог Сил обороны Финляндии.
После выхода на пенсию Карвонен был приглашенным профессором институте профессиональной физиологии в университете Дортмунда и консультантом Отдела сердечно-сосудистых заболеваний Всемирной организации здравоохранения. Карвонен получил степень почётного доктора от нескольких университетов и был признан в качестве почётного члена многих научных обществ в Финляндии и за рубежом. В 1991 году получил премию Чести от Американского колледжа спортивной медицины (ACSM).